# 本庄藤三郎
本庄 藤三郎（ほんじょう とうさぶろう、生年不詳 - 天文15年（1546年））は、戦国時代の武蔵国本庄の武士。実名は不明。

## 生涯
児玉郡に本庄城を築いた本庄実忠（児玉党系本庄氏の宗家）の一門。本庄城は藤三郎の没後10年に築かれた為、この時期の本庄氏は東本庄館を拠点としている。父は不明だが、藤三郎の通称から三男か。子に松寿丸（成人後の名は不明）。
宗家の実忠に従い多くの合戦を経験した。天文15年（1546年）に関東管領上杉憲政が後北条氏打倒の為に河越城を包囲した時に、上杉陣営の本陣を守護していたのが藤三郎であった。そして夜襲に討って出て来た北条氏康軍によって上杉陣営が総崩れとなった時（河越夜戦）、憲政の脱出を助け、文字通り命を張って守護した。実忠も手傷を負いながら奮戦し、何とか助かったが、藤三郎は討ち死にした。後にこの奮戦に感激した憲政は、感状を本庄氏一族に発し、藤三郎の遺児松寿丸に恩賞として児玉郡北堀村の久下塚の地（大字北堀の字久下塚）を与えた。藤三郎は上杉軍の失った3千人余りの将兵の1人にすぎなかったが、憲政の命を救った事で、後世までその名が残る事となった。

## 憲政の感状
内容は、天文15年4月26日、関東管領上杉憲政は、河越夜戦における本庄宮内少輔（実忠）の戦功を称すとある。また、年未詳の2月1日と7月5日には、松寿丸に児玉郡の久下塚の地を、実忠には同郡西本庄の地を与えるとある。討死にした藤三郎については、忠信の儀と評価している。